# Sisi-Straße

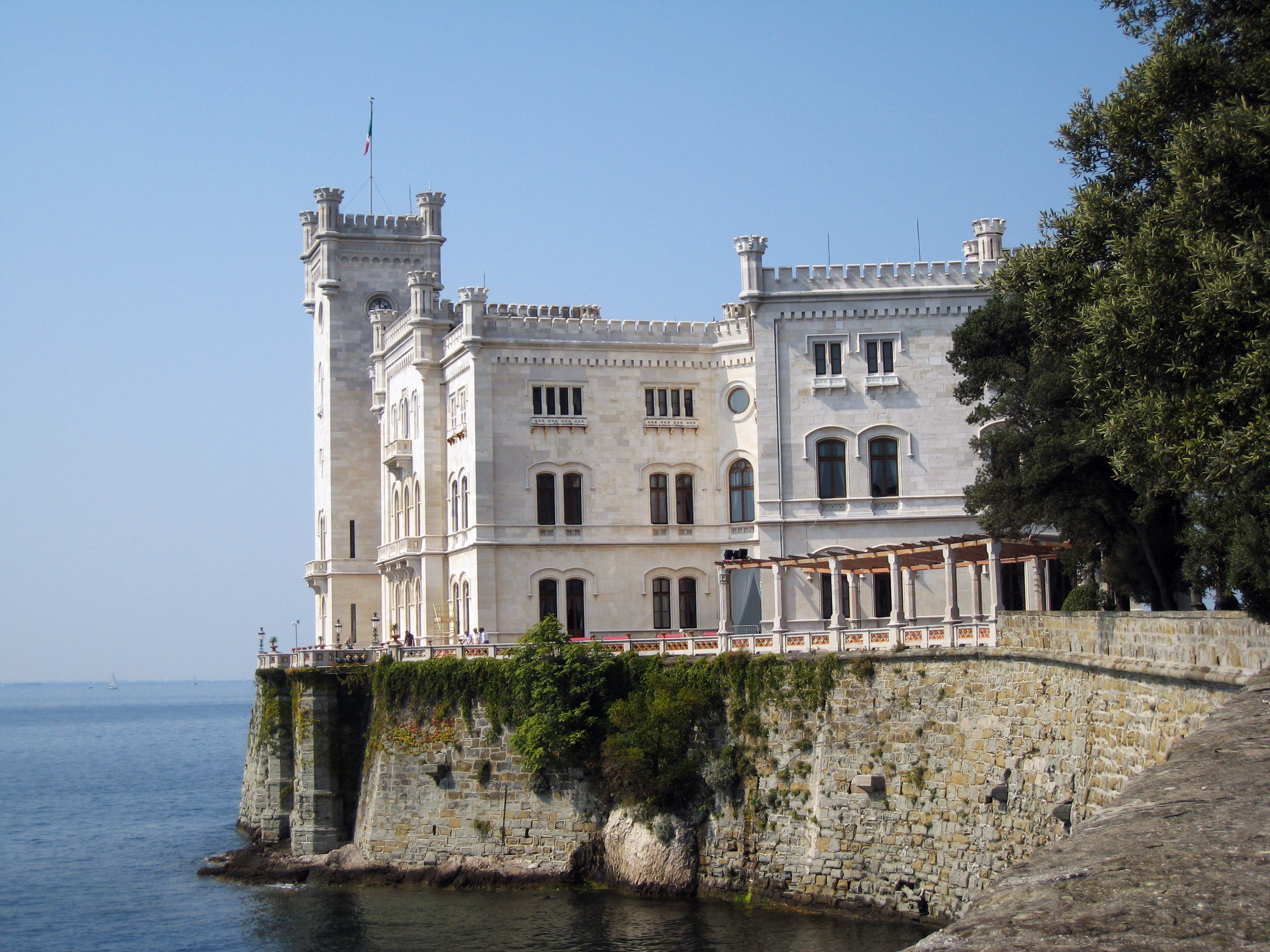
Kasteel Miramare

De Sisi-Straße, Strada di Sisi of  Sisi-Út,  is een toeristische autoroute in Italië, Zwitserland, Duitsland, Oostenrijk, Hongarije en Griekenland. De route werd gecreëerd in 2002. De route is gewijd aan de geschiedenis van keizerin Sisi en doet onder andere Genève, Zürich, Kasteel Miramare, Neuschwanstein, Wenen, Augsburg, Bad Ischl, Boedapest en Korfoe aan.